# أنتوني فيليبس (لاعب كرة قاعدة)
أنتوني فيليبس (بالإنجليزية: Anthony Phillips)‏ هو لاعب كرة قاعدة جنوب أفريقي، ولد في 11 أبريل 1990 في Bellville, South Africa ‏ في جنوب أفريقيا.

## وصلات خارجية
- أنتوني فيليبس على موقع دوري كرة القاعدة الرئيسي (الإنجليزية)
- أنتوني فيليبس على موقعبيزبول رفرنس.كوم (الدوري الثانوي) (الإنجليزية)
- أنتوني فيليبس على موقع إي إس بي إن.كوم (أم.أل.بي) (الإنجليزية)
- أنتوني فيليبس على موقع مشجعي الرسوم البيانية (الإنجليزية)